# Секретная служба императора
«Секретная служба императора» (англ. Secret Service of the Imperial Court, иер. трад. 錦衣衛, упр. 锦衣卫, кант.-рус.: Кам и вай, буквально: «Стража в парчовой одежде») — фильм с боевыми искусствами 1984 года режиссёра и соавтора сценария Лу Цзюньгу производства киностудии братьев Шао. В 2010 году вышел ремейк под названием «14 клинков» с Донни Йеном в главной роли.

## Сюжет
Чиу Моукик — глава тайной службы императоров династии Мин. Сержант отряда — его старший сын , Чиу Патфань. У Моукика также есть младший сын, Паткхуань, которого он казнит после вопроса о том, убьёт ли он отца, совершившего преступление, на что сын отвечает «нет».
Отряд работает по указаниям распутного императора, который безответственно относится к своим обязанностям. Евнух Вон Чань обычно подкупает императора женщиной, после чего правитель даёт свои полномочия евнуху. Чиу Патфань всегда недолюбливал евнуха. Вон Чань отдаёт приказ тайной службе убить двух стражников, Ю Фалуна и Лэй И. Патфань отказывается убивать их и уходит из отряда. Вон Чань в ярости приказывает Моукику убить своего сына; он посылает своих людей для выполнения этого задания, но они не справляются с ним. Патфаню удаётся выжить.
Затем Патфань прячется со своей женой Сютнён и сыном Тин Тоном в родной деревне. Все его родственники живут там, а дядя Чиу Моукэй — их глава. Всё идёт хорошо до тех пор, пока в деревню не приходит письмо с приказом убить Патфаня, а за непослушание все будут казнены. Патфаня решают убить, после чего он вступает в схватку с дядей, в результате которой последний погибает. Сестра беглеца, Сиулань, которая не хотела смерти брата, позже даёт Патфаню отравленный чай; Патфань убивает сестру, после чего сбегает с семьёй.
Беглецы встречаются с Паткхуанем, чья казнь была фальшивкой, чтобы показать членом тайной службы что будет, если не подчиниться приказу. Паткхуань исцеляет брата, а затем притворяется Патфанем, в результате чего умирает за мирную жизнь брата и его семьи. Сютнён совершает самоубийство. Отряд приносит голову Паткхуаня его отцу, который говорит, что, на самом деле, не хочет смерти своему сыну. Вон Чань хочет получить трон императора. Патфань вызывает евнуха на поединок, в результате которого Патфань сначала лишает соперника руки, а затем разрубает его пополам. После поединка Патфань сообщает отцу, что убил Вон Чаня.

## В ролях
| Актёр       | Роль                        |
| ----------- | --------------------------- |
| Лён Каянь   | Чиу Патфань                 |
| Нэнси Ху    | Сютнён                      |
| Ку Фэн      | отец Чиу Патфаня Чиу Моукик |
| Лю Юн       | евнух Вон Чань              |
| Джейсон Бай | Ю Фалун                     |
| Ло Ман      | Чиу Паткхуань               |
| Лау Юкпхок  | Чиу Сиулань                 |
| Филлип Ко   | Чхоу Катчхён                |
| Ло Ле       | Чиу Моукэй                  |
| Ку Куньчун  | Чён Кхён                    |
| Лун Тяньсян | Лам Чёнь                    |
| Сунь Цзянь  | Лэй И                       |

## Съёмочная группа
- Компания: Shaw Brothers
- Продюсер: Шао Жэньлэн
- Исполнительный продюсер: Мона Фон[кит.]
- Режиссёр: Тони Лоу
- Сценарист: Тони Лоу, Чён Куокъюнь
- Ассистент режиссёра: Чён Куокъюнь, Лэй Иньпхин
- Постановка боевых сцен: Тони Лоу, Тхон Куоккэй, Вон Чимин, Кон Чхюнь
- Художник: Чань Кинсам, Хо Кимсин
- Монтажёр: Лау Сиукуон, Генри Чён, Чань Кансин
- Грим: Пхунь Маньва, Лау Кайсин
- Дизайнер по костюмам: Лю Цзию
- Оператор: Ма Камчхён
- Композитор: Стивен Син, Соу Чаньхау

## Отзывы
«Из общего объёма продукции совершенно ясно, что этому фильму было предназначено стать картиной масштаба от Shaws Studio, но зрителям просто было неинтересно, по-крайней мере, в Гонконге. Тем не менее «Секретная служба императора» (1984) — невероятно агрессивное и кровавое хорошее время, настоятельно рекомендуемое фанатам Shaw Brothers, и скрытое сокровище, которое вполне заслуживает открытия заново», — Cool Ass Cinema.
«Этот весьма драматичный фехтовальный эпик Shaw Bros выигрывает от грандиозного сюжета о преданности и чести, и хорошего актёрского мастерства, но фанаты экшена, возможно, пожелают больше боевых искусств (грамотно поставленных режиссёром, у которого также незначительная роль на экране)», — Клайв Дэвис, автор книги Spinegrinder: The Movies Most Critics Won't Write About.